# Fietssnelweg F417

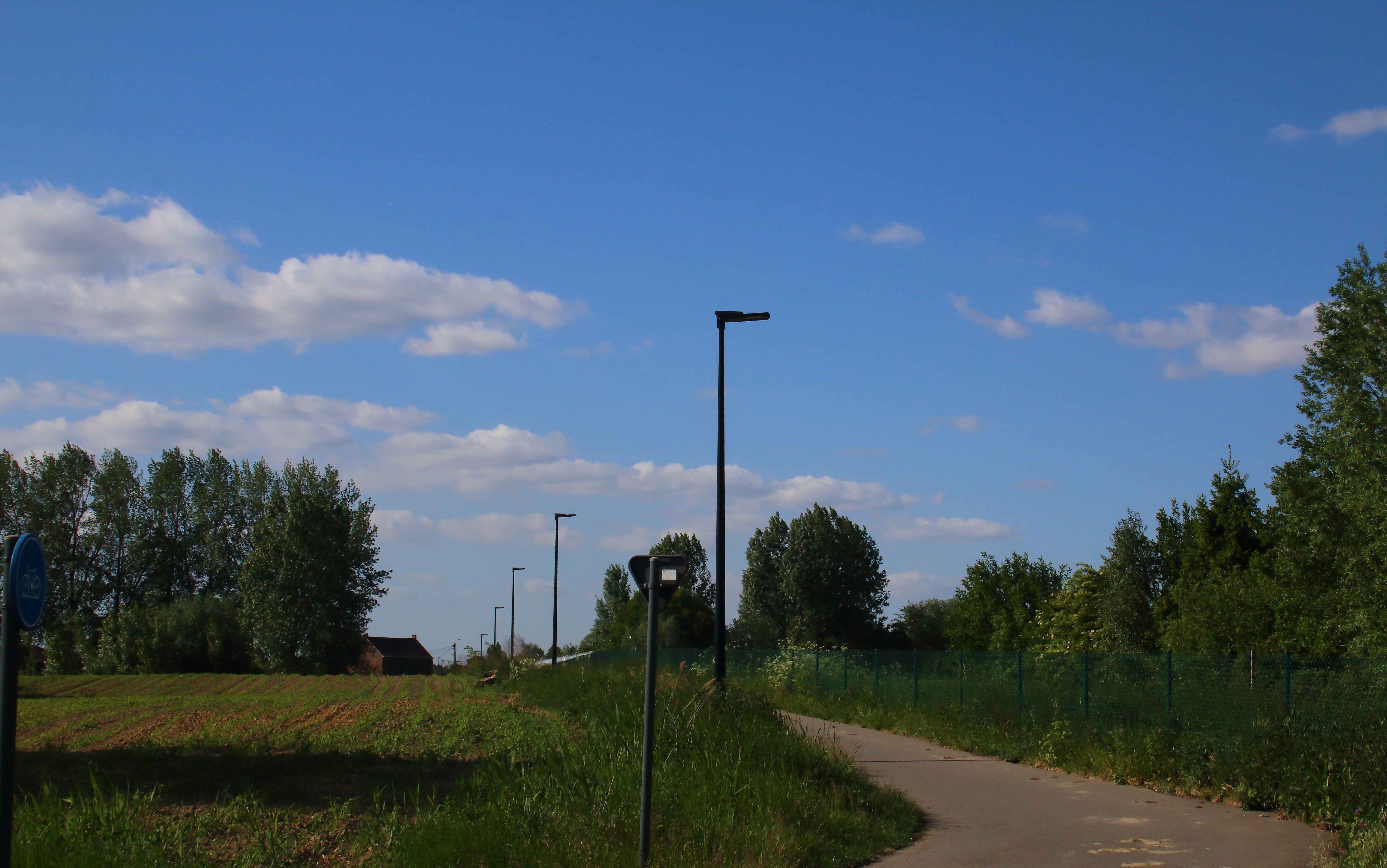
Fietssnelweg F417 op de grens van Balegem (Oosterzele) en Elene (Zottegem)

De fietssnelweg F417 is een gedeeltelijk aangelegde fietssnelweg tussen Gent en Zottegem via Melle en Oosterzele.
Deze fietsverbinding loopt grotendeels parallel met spoorlijn 122 Gent-Zottegem als vrijliggend fietspad. De fietssnelweg (gefinancierd door de provincie Oost-Vlaanderen en de Vlaamse Overheid) is nog niet volledig aangelegd. Vooral in Oosterzele zijn al verschillende deeltracés aangelegd; in 2021 werd het eerste deel in Zottegem aansluitend aangelegd.

## Deeltrajecten

### Oosterzele
In december 2019 werd een nieuw stuk fietspad geopend in Moortsele.
In december 2020 werd een nieuw stuk fietspad afgewerkt tussen Moortsele en Scheldewindeke.
Het laatste grote ontbrekende deel in Oosterzele is de verbinding Scheldewindeke Station – Balegem Dorp. De passage in de Poststraat werd in 2025 omgevormd tot fietsstraat.
In september 2019 werd een nieuw stuk fietspad geopend in Balegem (Oosterzele), tussen Houte en Kalle, inclusief een aftakking naar de gemeentelijke basisschool.

### Zottegem
Eind 2021 werd een nieuw stuk fietspad geopend, drie meter breed en in asfalt, tussen de N46 Provinciebaan (met heringerichte oversteek) en het Snijdreefken in Elene (Zottegem), 750 meter lang. Aan de beekvallei van de Molenbeek, met kwetsbare natuur, zijn er schanskorven en verlichting met grondspots.